# Distretto di Misungwi
Il distretto di  Misungwi è un distretto della Tanzania situato nella regione di Mwanza. È suddiviso in 26 circoscrizioni (wards) e conta una popolazione di 351 607 abitanti (censimento 2012).
Elenco delle circoscrizioni:
- Buhingo
- Bulemeji
- Busongo
- Fella
- Gulumungu
- Idetemya
- Igokelo
- Ilalambogo
- Ilujamate
- Isesa
- Kanyelele
- Kasololo
- Kijima
- Koromije
- Lubili
- Mabuki
- Mamaye
- Mbarika
- Misasi
- Misungwi
- Mondo
- Mwaniko
- Nhundulu
- Shilalo
- Sumbugu
- Ukiriguru
- Usagara